# 丹尼斯·塞诺
丹尼斯·塞诺（本名：Dénes Zsinór，1916年4月17日—2011年1月12日），出生于匈牙利王国科洛兹堡（今罗马尼亚克卢日-纳波卡），逝世于美国印第安纳州布卢明顿。是印第安纳大学中央欧亚研究系中亚学杰出榮譽退休教授，1948年至1962年在剑桥大学任终身讲师，世界知名中亚历史领军学者之一。在他的带领下，印第安纳大学的中亚研究称为世界最前沿的中亚历史语言研究中心之一。
赛诺在匈牙利和瑞士长大，在布达佩斯上的大学。二战期间是法国抵抗运动成员之一，在法国军中服役，为了法国公民。
赛诺著书8部，编纂图书13部，以英、德、法、匈、俄等多种语言撰写论文160余篇，书评150余种，并参与了大英百科全书的编纂。从1967年亚洲历史杂志创刊开始，赛诺便担任该杂志的编辑，知道2011年去世。
2006年中华书局翻译出版《丹尼斯·塞诺内亚研究文选》。

## 著作
- . New York: Praeger. 1959  [2022-06-24]. （原始内容存档于2022-06-24）.
- . Bloomington: Indiana University Press. 1969  [2022-06-24]. ISBN 9780700708963. （原始内容存档于2022-06-24）.
- . London: Variorum. 1977. ISBN 978-0-86078-001-4.
- . New York: Brill Publishers（英语：Brill Publishers）. 1988: 518. ISBN 978-90-04-07741-6.
- Sinor, Denis (编). . Cambridge: Cambridge University Press. 1990. ISBN 978-0-521-24304-9.
- . London: Curzon Press. 1996. ISBN 978-0-7007-0380-7.
- . Aldershot, Hampshire: Ashgate Publishing（英语：Ashgate Publishing）. 1997. ISBN 978-0-86078-632-0.
- Sinor, Denis. 1999. “The Mongols in the West”. Journal of Asian History; 33 (1). Harrassowitz Verlag: 1–44. https://www.jstor.org/stable/41933117 （页面存档备份，存于）.